# Lac Sherbrooke (Guysborough, Nouvelle-Écosse)
Pour les articles homonymes, voir Sherbrooke (homonymie) et Lac Sherbrooke.
Le lac Sherbrooke est un lac situé dans le comté de Guysborough en Nouvelle-Écosse au Canada qui couvre une superficie totale d’approximativement1,4 km2. 